# Eusyllis homocirrata
Eusyllis homocirrata är en ringmaskart som beskrevs av Hartmann-Schröder 1958. Eusyllis homocirrata ingår i släktet Eusyllis och familjen Syllidae. Inga underarter finns listade i Catalogue of Life.